# Інзерська сільська рада (Бєлорєцький район)
Інзе́рська сільська рада (рос. Инзерский сельский совет) — муніципальне утворення у складі Бєлорєцького району Башкортостану, Росія. Адміністративний центр — село Інзер.

## Історія
9 листопада 1995 року була розформована Татлинська сільрада, від якої до складу Інзерської селищної ради відійшли присілки Бердагулово, Верхня Манява, села Лапишта, Дубініно та хутір Нижня Манява. 17 грудня 2004 року селищній раді надано статус сільради, і до її складу була включена також ліквідована Нукатовська сільрада (населені пункти Аришпарово, Аїсово, Кулмас, Нукатово, Суїр-Аїсово).

## Населення
Населення — 5860 осіб (2019, 6128 в 2010, 6346 в 2002).

## Склад
До складу поселення входять такі населені пункти:
| Населений пункт         | Населення, осіб (2002) | Населення, осіб (2010) |
| ----------------------- | ---------------------- | ---------------------- |
| Аїсово, присілок        | 22                     | 22                     |
| Айгір, присілок         | 3                      | 12                     |
| Александровка, присілок | 18                     | 11                     |
| Аришпарово, село        | 110                    | 59                     |
| Бердагулово, присілок   | 188                    | 240                    |
| Верхня Манява, присілок | 5                      | 0                      |
| Дубинино, село          | 63                     | 45                     |
| Інзер, село             | 4380                   | 4329                   |
| Корпуста, присілок      | 13                     | 11                     |
| Кулмас, село            | 10                     | 18                     |
| Кумбіно, село           | 60                     | 49                     |
| Лапишта, село           | 1                      | 0                      |
| Маништа, село           | 414                    | 372                    |
| Нижня Манява, хутір     | 6                      | 6                      |
| Нижня Тюльма, присілок  | 71                     | 65                     |
| Новохасаново, село      | 206                    | 177                    |
| Нукатово, село          | 218                    | 148                    |
| Реветь, присілок        | 67                     | 61                     |
| Сафаргулово, присілок   | 116                    | 99                     |
| Суїр-Аїсово, присілок   | 1                      | 0                      |
| Усмангалі, село         | 374                    | 404                    |